# Beyazıt tér
A Beyazıt tér (törökül: Beyazıt Meydanı) Törökország Isztambul településének Fatih kerületében található, az Eminönü városrészben. 393-ban alakították ki I. Theodosius római császár idejében, neve Forum Tauri (Bikák tere) volt, amit a téren álló diadalív bikafejeiről kapott. Ez volt a település legnagyobb tere, ahol szökőkút is épült. A diadalívből néhány márványtömb maradt fenn, a szökőkút azonban teljesen elpusztult. Az északi oldalán található az Isztambuli Egyetem bejárata. A tér mai nevét a II. Bajazid oszmán szultánról elnevezett, 15. században épült mecsetről kapta. Isztambul önkormányzata 2015-ben bejelentette a tér teljes megújítását.